# Chipsy

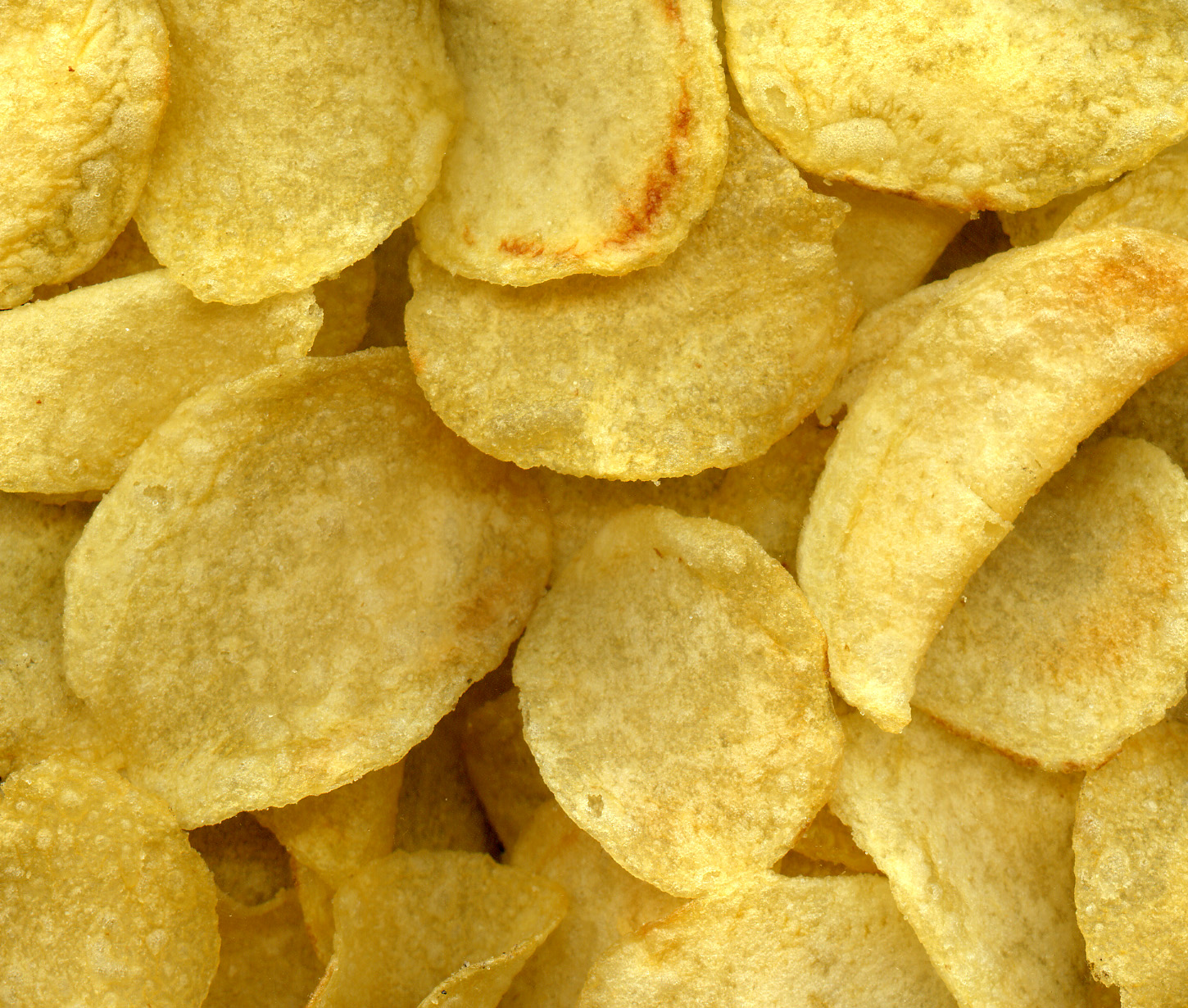
Chipsy ziemniaczane

Chipsy (lub czipsy) – popularna przekąska w postaci cienkich, osuszonych plastrów, najczęściej ziemniaków, ale również innych warzyw, zazwyczaj usmażonych w głębokim tłuszczu. Ze względu na wysoką wartość energetyczną chipsów, do ich produkcji stosowane są również zamienniki tłuszczu oraz nowoczesne technologie produkcji, takie jak na przykład gotowanie z zastosowaniem mikrofal, a następnie spryskiwanie niewielką ilością oleju (bez zanurzenia w tłuszczu). Poszczególne smaki uzyskuje się dzięki doborowi przypraw i aromatów, rzadziej ziół.
Chipsów nie należy mylić z chrupkami ani też z prażynkami otrzymywanymi metodą ekstruzji.
Międzynarodowy rynek chipsów wygenerował w 2005 roku całkowity przychód 16,4 miliarda dolarów. Stanowiło to 35,5% całkowitego rynku przekąsek w tamtym roku (46,1 miliardów dolarów).

## Przygotowanie
Po umyciu przy użyciu płuczki bębnowo-prętowej, ziemniaki trafiają do obieraczki. Najczęściej stosowana jest ścierna obieraczka mechaniczna. Składa się ona z obracającego się bębna, którego wewnętrzna powierzchnia jest wyłożona materiałem ściernym. Powstające obierki są usuwane dzięki zastosowaniu strumienia wody. Dodatkowo ziemniaki są ręcznie doczyszczane. Usuwane są wtedy m.in. oczka i zazielenienia.
Następnie ziemniaki są krojone na plasterki przy użyciu obrotowej krajalnicy, siła odśrodkowa wyrzuca je na ostrza. Z jednego ziemniaka można uzyskać około 30 zwyczajnych plasterków lub połowę grubszych i karbowanych. Po drugim myciu (płukaniu plasterków w celu usunięcia uwolnionej skrobi i cukrów, zapobiegającemu sklejaniu i ciemnieniu chipsów podczas smażenia), plasterki blanszuje się w wodzie (często z dodatkiem chlorku magnezu lub chlorku wapnia oraz antyoksydantów). Zabieg ten pozwala na uzyskanie bardziej pożądanej barwy gotowego produktu oraz zmniejszenie wchłaniania tłuszczu w czasie smażenia.
Po blanszowaniu, talarki osusza się i smaży przez 1,5–3 minuty (w zależności od surowca). Temperatura, podobnie jak czas, zależy od użytych do produkcji ziemniaków oraz metody smażenia (w przypadku stosowania smażalników na początku linii jest to ok. 180 °C, a na końcu temperatura jest niższa). Następnym etapem jest odsączanie z tłuszczu na powolnym pasie transmisyjnym z drucianej siatki. Potem chipsy są solone i przyprawiane poprzez zastosowanie dodatków smakowo-zapachowych (np. papryki czy sera).
Kontrola wyrobu gotowego odbywa się ręcznie lub automatycznie. Na tym etapie usuwane są chipsy przypalone, niedosmażone oraz charakteryzujące się innymi wadami. Po ochłodzeniu chipsy są pakowane do opakowań z nieprzeźroczystego tworzywa sztucznego oraz odpornych na działanie tłuszczu.

## Wartość odżywcza
Chipsy ziemniaczane są bogatym źródłem tłuszczów (28–41 g na 100 g chipsów; zwykle głównie nasycone kwasy tłuszczowe) oraz łatwo przyswajalnych węglowodanów (42–62 g; głównie skrobia ziemniaczana; wysoki indeks glikemiczny). Zawierają także błonnik (2–9  g) i białka (3,5–6 g). Kaloryczność jest wysoka – wynosi 505–549  kcal/100 g. Chipsy są także źródłem żelaza, witaminy A, witaminy C i witaminy E.

## Efekty zdrowotne
Regularne spożywanie chipsów może mieć negatywne skutki zdrowotne. Akrylamid w nich obecny może przyczyniać się do powstawania nowotworów, w tym nowotworów układu pokarmowego, oraz może wywoływać przewlekły stan zapalny w organizmie, podnosząc ryzyko miażdżycy i choroby wieńcowej serca.
Prócz szkodliwego akrylamidu, w wielu markach chipsów (np. Lay's) stosuje się wzmacniacze smaku (m.in. glutaminian sodu), które podejrzewa się o negatywny wpływ na zdrowie. Z tego względu część producentów podejmuje próby zastąpienia wzmacniaczy smaku innymi substancjami (np. maltodekstryną), które także mogą negatywnie wpływać na zdrowie. Obecnie chipsy z prostym składem, pozbawionym wzmacniaczy smaku lub maltodekstryny, są rzadkością na rynku.
Część czipsów także może zawierać spore ilości soli (dla przykładu – 100 g czipsów to około połowa dziennego zalecanego limitu spożycia soli), w tym sodu.

## Historia
Według najpopularniejszej wersji, chipsy powstały przypadkiem w 1853 roku, w pewnej amerykańskiej restauracji. Kucharz George Crum, zdenerwowany przez klienta, któremu nie odpowiadała grubość pieczonych ziemniaków, pokroił je tak cienko, że były prawie przezroczyste. Ku jego zaskoczeniu klientowi bardzo spodobały się tak cienko pokrojone ziemniaki, dlatego kucharz wprowadził na stałe chipsy do swojego menu pod nazwą „Saratoga Chips” (od miasta Saratoga Springs, w którym miało miejsce całe zajście).
Jednak przepis na smażone chipsy został wydrukowany w Stanach Zjednoczonych już w 1832 roku w książce przetłumaczonej ze starszego angielskiego zbioru przepisów. Dlatego też należy podchodzić do historii z Saratoga Springs ze sceptycyzmem. Na przestrzeni lat pierwsze chipsy zaczęły zmieniać formę oraz kształt i zostały spopularyzowane na całym świecie. Za pierwszą firmę produkującą chipsy ziemniaczane na masową skalę uznaje się „Mikesell's Potato Chip Company”, które zostało założone w 1910 roku w Ohio.

Fazy rzemieślniczej produkcji chipsów
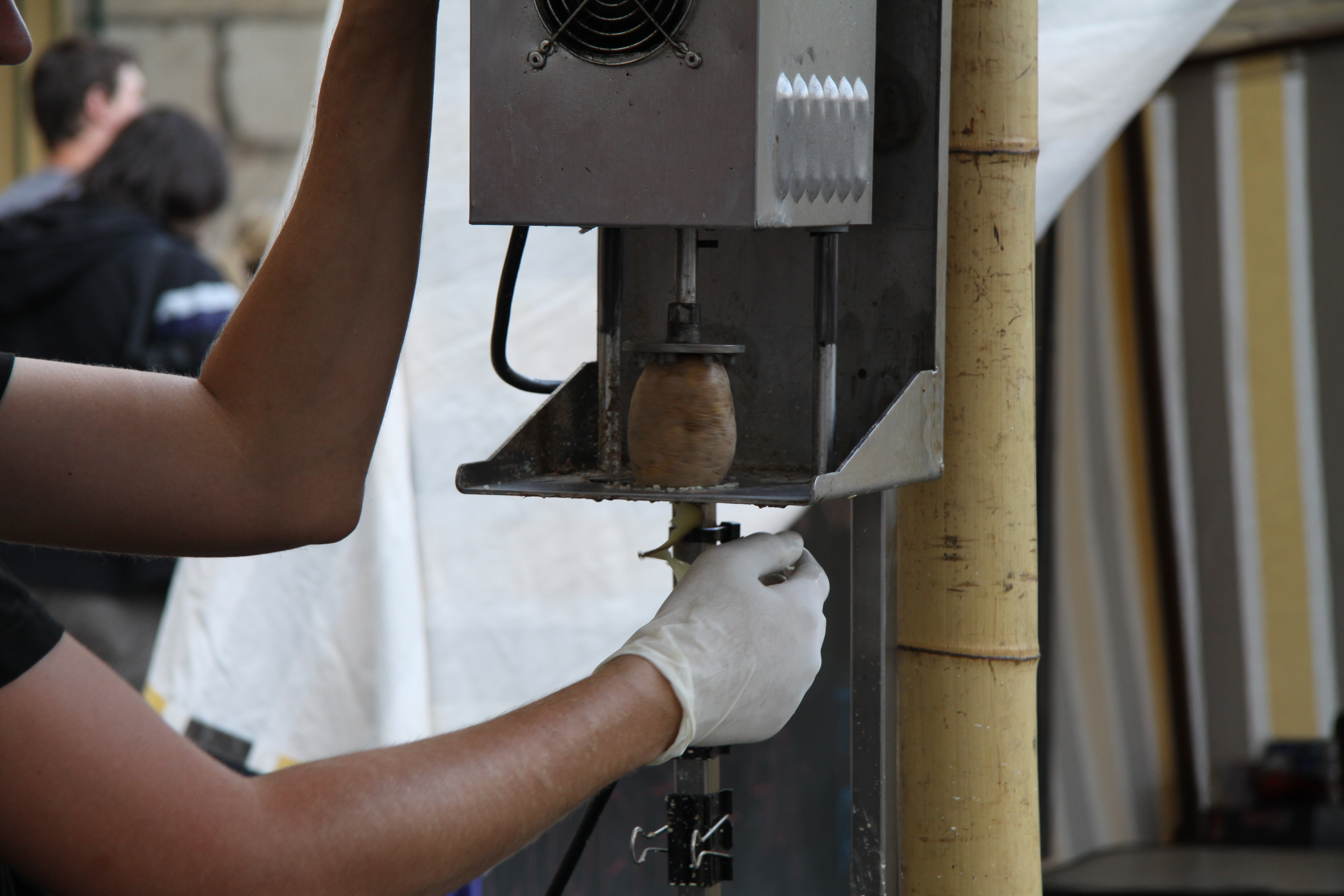
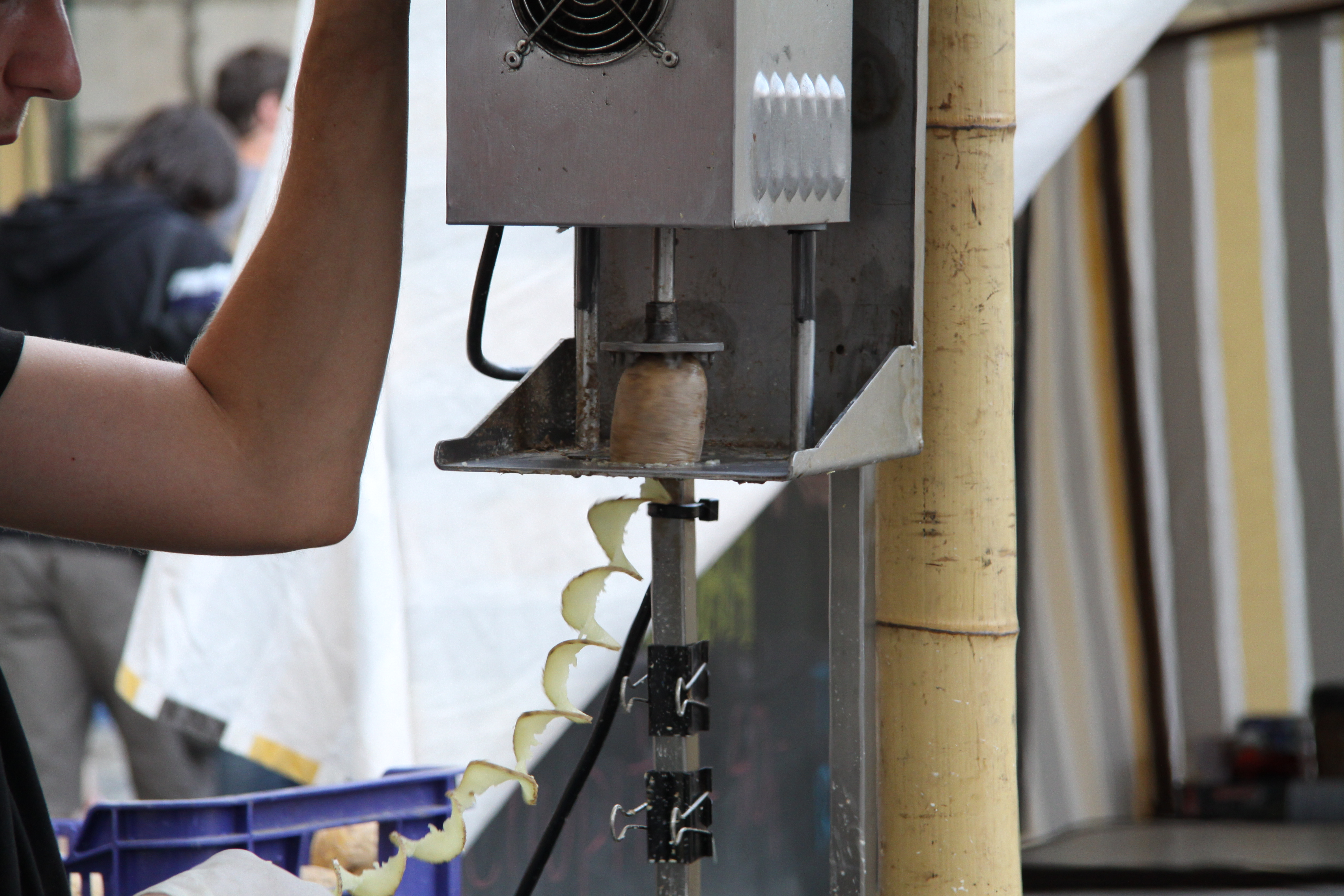
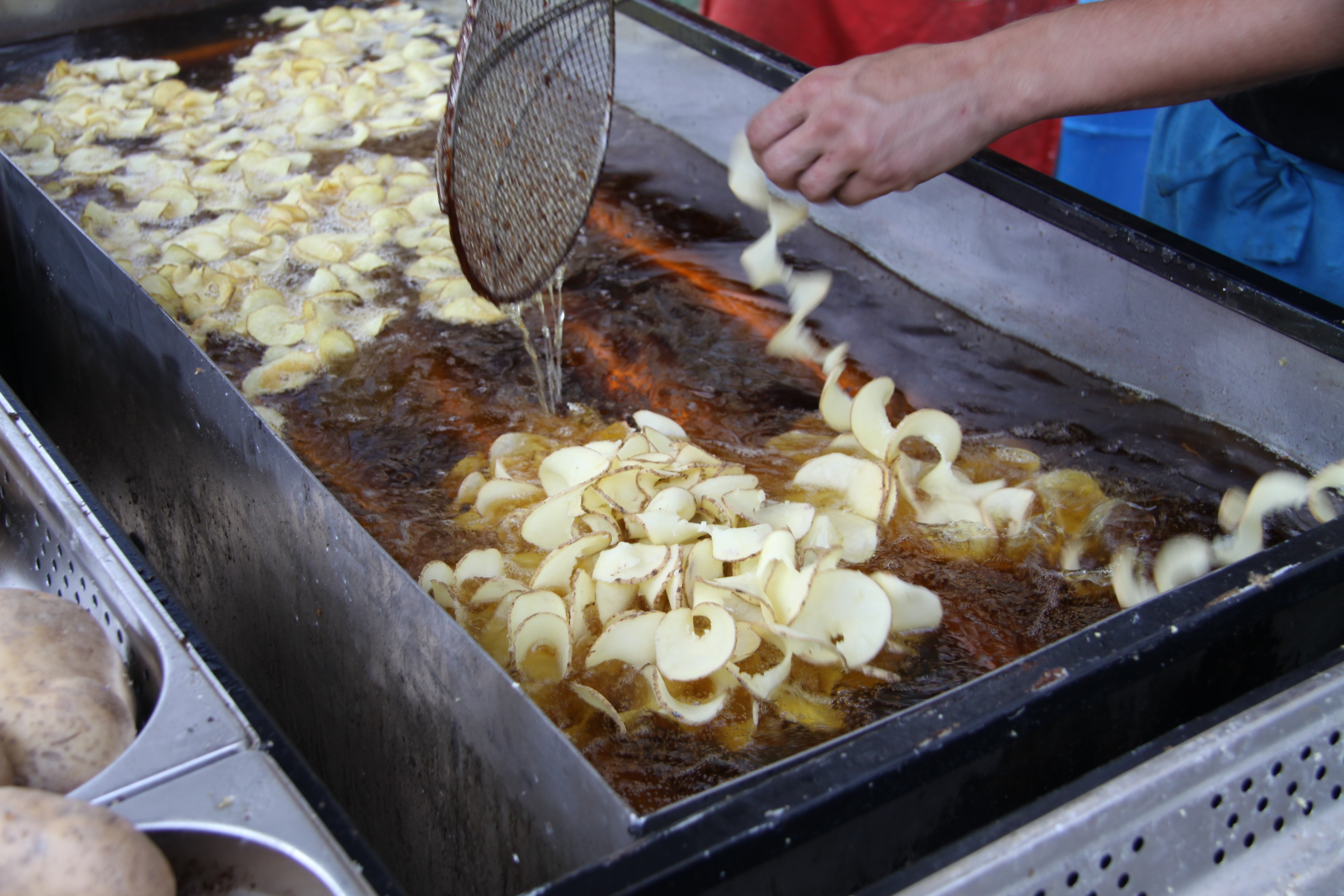
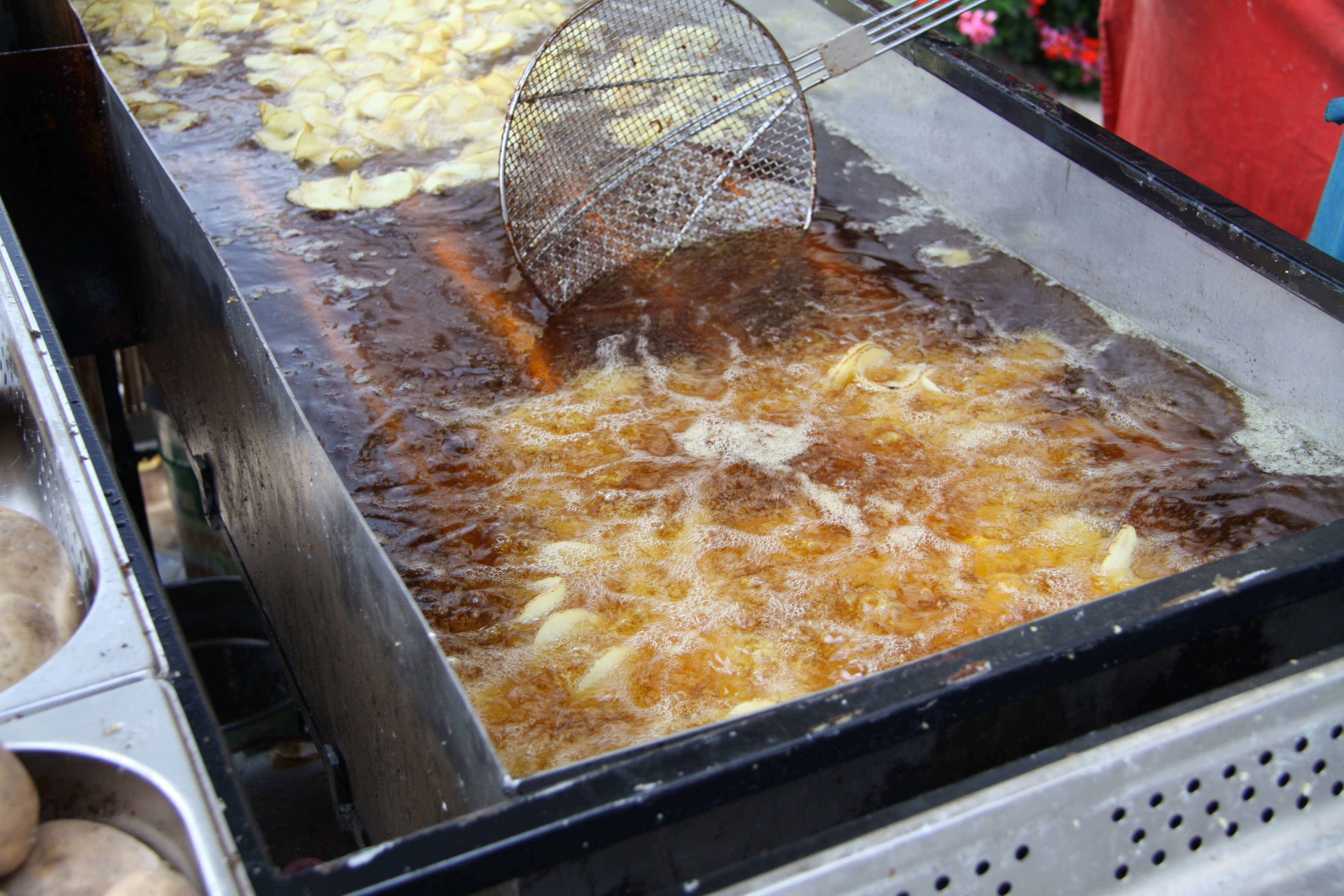
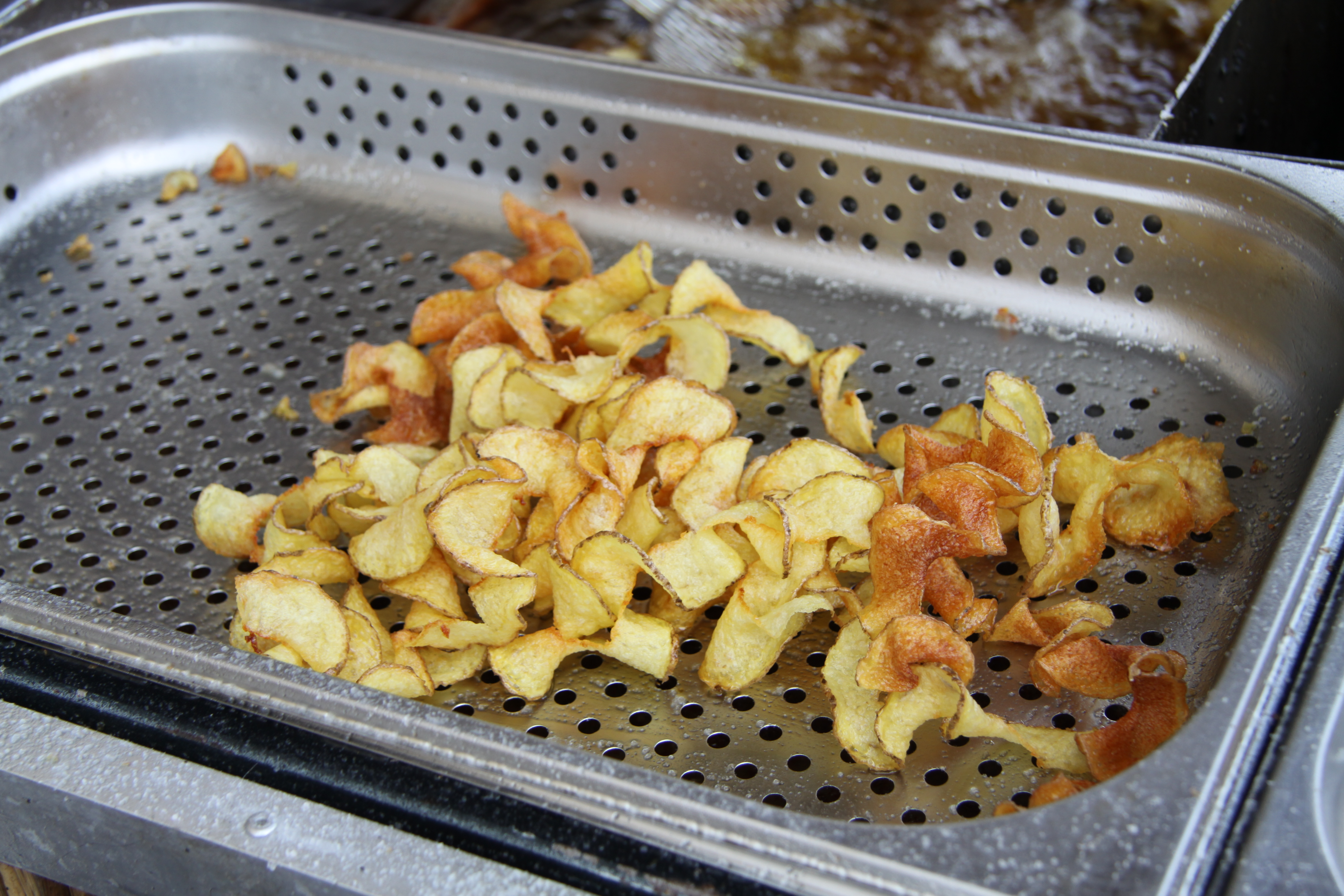